# Abell 568
Abell 568 è un ammasso di galassie situato prospetticamente nella costellazione dei Gemelli alla distanza di 972 milioni di anni luce dalla Terra (light travel time). È inserito nell'omonimo catalogo compilato da George Abell nel 1958. È del tipo II-III secondo la classificazione di Bautz-Morgan.